# Frano Lasić
Frano Lasić (Rijeka, 12. studenog 1954.) je hrvatski glumac i pjevač.

## Životopis

### Rani život
Rođen je u Rijeci, ali od malih nogu živi u Dubrovniku. Završio je fakultet strojarstva u Dubrovniku, ali se time nikada nije bavio. Još u srednjoj školi zainteresirao se za glumu i nastupao je u dubrovačkom kazalištu “Marin Držić”. 

### Glumačka karijera
Svoj prvi film “Okupacija u 26 slika” Lordana Zafranovića snima 1978. godine. Nakon toga odlučuje se posvetiti glumi. Godine 1983. odlazi u SAD gdje provodi sedam godina i završava studij produkcije i glume. Kraće vrijeme je živio u Engleskoj i u Beču. Do danas je igrao u preko 55 filmova s područja bivše Jugoslavije. Najzapaženiju ulogu ostvario je u filmu Kiklop redatelja Antuna Vrdoljaka iz 1982. koji je rađen po romanu hrvatskog književnika Ranka Marinkovića. U njemu tumači lik kazališnog kritičara Melkiora Tresića, anksiozna intelektualca koji se potuca po zagrebačkim ulicama i kavanama razmišljajući o svojoj sudbini uoči nadolazećeg vrtloga Drugog svjetskog rata. 
U kolovozu 2021. na Sarajevo Film Festivalu održana je svjetska premijera filma ”Elegija lovora” u kojoj Frano tumači glavnu ulogu. U ovom debitantskom ostvarenju mladog režisera i scenarista iz Crne Gore, Dušana Kasalice, glavnu žensku ulogu igra Savina Geršak. Osim u Elegiji, igrao je i u filmovima ”Ljeto kad sam naučila letjeti” iz 2022., kao i ”Bela vrana” iz 2018. 
Od rujna 2021. prikazuje se serija ”Dinastija”, u kojoj Frano ima jednu od glavnih uloga, a koja je snimljena na temelju istoimene američke sapunice iz osamdesetih godina prošlog stoljeća. Osim u toj, u posljednje je vrijeme zabilježio uloge u serijama ”Dnevnik velikog Perice”, ”Aleksandar od Jugoslavije”, ”Ubice mog oca”, ”Miss Scarlet and the Duke”, kao i ”Urgentni centar”.
Početkom 2000-ih, igrao je u telenovelama "Villa Maria", "Obični ljudi" i "Dolina sunca", kao i ulogu Marinka Ružića u sapunici "Zabranjena ljubav".  Također, igrao je i u vrlo popularnim serijama, kao što su ”Selo gori a baba se češlja”, ”Budva na pjeni od mora”, ”Bitange i princeze”, ”Beležnica profesora Miškovića”.

### Glazbena karijera
Ostvario je i kratku ali zapaženu glazbenu karijeru. Godine 1983. nastupa na Splitskom festivalu zabavne glazbe sa skladbom Đela Jusića “Zagrljeni” koja je postala veliki hit. Njegova skladba Volim te budalo mala je bila pobjednica Zagrebfesta, a objavljuje i LP “Frano Lasić” gdje se nalazi i hit “Dobro jutro”.

### Privatni život
U braku s Milenom Lasić (djevojački Matić) s kojom ima sina Nikolasa. Iz prvog braka ima sina Janka, a sa slovenskom manekenkom Živom Stupnik ima kćer Linu i sina Luku. 

## Filmografija

### Televizijske uloge
- "San snova" kao Rudolf Herman (2023.)
- "Ubice mog oca" kao zastupnik Žegarac (2022.)
- "Aleksandar od Jugoslavije" kao David Lloyd George (2021.)
- "Dnevnik velikog Perice" kao Kustos (2021.)
- "Beležnica profesora Miškovića" kao Vagner (2021.)
- "Miss Scarlet and the Duke" (2020.)
- "Don't Bet on the Brits" kao Dimitrije (2018.)
- "Selo gori a baba se češlja" kao Frano (2016.)
- "Budva na pjenu od mora" kao grof Graziano (2015.)
- "Jedne letnje noći" kao Ivo (2015.)
- "Urgentni centar" kao dr Jože Vidmar (2014.)
- "Zvezdara" kao ministar Jojić (2013.)
- "Ruža vjetrova" kao Milivoj Matošić (2011. – 2012.)
- "Dolina sunca" kao Toni Herceg (2010.)
- "Bitange i princeze" kao pukovnik (2009.)
- "Zabranjena ljubav" kao Marinko Ružić (2006. – 2008.)
- "Obični ljudi" kao Nikola Lončarić (2007.)
- "Villa Maria" kao Dr. Andrija Posavec (2004. – 2005.)
- "Crna hronika" kao Jeff (2004.)
- "Lisice" kao ginekolog (2003.)
- "Obiteljska stvar" kao Goran Nadalli (1998.)
- "Dvanaestorica žigosanih" kao poručnik Steinmetz (1988.)
- "Sretni hodočasnik" kao Dr. Eschen (1988.)
- "Kiklop" kao Melkior Tresić (1983.)
- "Vjetrovi vrata" kao zaposlenik Lufthanse (1983.)
- "Jack Holborn" (1982.)

### Filmske uloge
- "Leto kada sam načila da letim" (2022.)
- "Elegija lovora" kao Filip (2019.)
- "Bijela vrana" kao ruski konobar (2018.)
- "Vjerujem u anđele" kao Tino (2009.)
- "Izblijediti na crno" kao Dellere (2006.)
- "Dubrovački suton" (1999.)
- "Kanjon opasnih igara" kao Horst Keller (1998.)
- "Detonator 2: Noćna straža" kao nizozemski policajac (1995.)
- "Smrtonosno nebo" kao kapetan Bergen (1990.)
- "Slučaj Harms" kao Danil Harms (1994.)
- "Čarobni snjegović" kao Ned (1987.)
- "Aviator" kao Daniel Hansen (1985.)
- "Groznica ljubavi" kao Otto Müller (1984.)
- "U logoru" kao zastavnik Šimunić (1983.)
- "Servantes iz Malog mista" (1982.)
- "Nastojanje" (1982.)
- "Kiklop" kao Melkior Tresić (1982.)
- "Pad Italije" kao Niko (1981.)
- "Splav meduze" kao Aleksa Ristić (1980.)
- "Švabica" (1980.)
- "Okupacija u 26 slika" kao Niko (1978.)

## Vanjske poveznice
- Frano Lasić u internetskoj bazi filmova IMDb-u (engl.)